# 호골무꽃
호골무꽃(Scutellaria pekinensis var. ussuriensis)은 한국의 깊은 산에 나며, 거의 털이 없는 여러해살이풀이다. 줄기는 직립, 가늘고, 가지를 약간 내며, 소수의 잎이 달리고, 각 마디에 위를 향한 꼬부라진 하얀 털이 난다. 잎은 얇은 막질, 넓은 삼각상 난형, 길이 2-4cm, 폭 1.5-2.5cm, 끝 부분은 약간 둔하고, 얕은 심장형, 톱니가 있다.  이삭꽃차례는 길이 3-6cm, 성기게 꽃이 달리고, 중축에는 선모가 있거나 털이 없으며, 꽃자루에는 미세한 털이 있다. 꽃받침은 개화시 길이 2-2.5mm, 결실시 길이 5mm. 화관통은 기부에서부터 위를 향해 약간 굽었고, 길이 15-16mm, 엷은 자주색, 하순 꽃잎은 윗입술 꽃잎 길이의 2배, 아랫입술 꽃잎은 옆으로 눕는다. 소견과는 길이 0.7mm, 원추형의 돌기가 밀생, 회색빛을 띤 황갈색이다.